# Indogrammodes
Indogrammodes és un gènere monotípic d'arnes de la família Crambidae. Conté només una espècie, Indogrammodes pectinicornalis, que es troba a l'Índia.